# Rybník u Králova mlýna
Rybník u Králova mlýna je přírodní památka severně od města Děčín v okrese Děčín a v katastrálním území Maxičky, která byla vyhlášena v listopadu roku 2000. Leží přibližně 400 m od zaniklé samoty Králův mlýn a asi jeden kilometr od státní hranice s Německem na potoce Napajedla, který se vlévá do Labe v osadě Krippen v Německu jako Krippenbach. Oblast spravuje Agentura ochrany přírody a krajiny ČR, Správa CHKO Labské pískovce a spadá i pod Chráněnou oblast přirozené akumulace vod Severočeské křídy.
Cílem ochrany je zachování ohrožených druhů rostlin, živočichů a mokřadních biotopů. Nejdůležitější mezi nimi je žabníček vzplývavý, který byl hlavním důvodem pro vyhlášení přírodní památky. Mezi zvláště chráněné živočichy, kteří se zde vyskytují, patří např. čolek horský, ropucha obecná nebo vážka žlutoskvrnná.

## Lokalita
Přírodní památka s celkovou rozlohou 0,6033 ha se nachází v rozsáhlém hospodářském lese asi 3 km severozápadně od městské části Maxičky, která leží severně od Děčína. Nedaleko mělkého údolí, kde rybník leží v nadmořské výšce 365 m, se nachází i státní hranice s Německem. Vede k němu asfaltová lesní silnička přímo z Maxiček, tzv. Královomlýnská cesta.

## Historie
Byl vybudován už v 16. století, aby zadržoval vodu pro vrchnostenskou pilu zřízenou zde v místě zvaném Krumme Stellige a název Krummstellteich si udržel až do 20. století. Dříve byl s vysokou pravděpodobností využíván i k chovu ryb, ale vzhledem k vysoké aciditě vody (kvůli vysoké aciditě okolí) byla většina výsadeb neúspěšná.

## Vodní režim

Rybník s cestou po hrázi

Povodí rybníka má rozlohu 4,5 km². Největším přítokem pro Královomlýnský rybník je potok Napajedla, který je bohatě zásoben vodou z pramenů a proto je jeho průtok málo závislý na srážkách. Druhý, bezejmenný přítok, který je méně vydatný, není pro vodní režim rybníka nezbytný. Voda v rybníce je nezvykle průzračná díky nízké koncentraci rozpuštěných látek. Díky vydatnému přítoku z poměrně blízkých pramenů je voda v rybníce i v nejparnějším létě studená a nevhodná ke koupání. Průměrná hloubka je 1 m kvůli postupnému usazování sedimentů. U hráze je dno v hloubce 3 m s viditelností až na dno. S výškou vody již několik let nelze manipulovat, jelikož stavidlo není funkční. Bezpečnostní přeliv i výtokové čelo rybníka protéká a je v havarijním stavu.

## Přírodní poměry

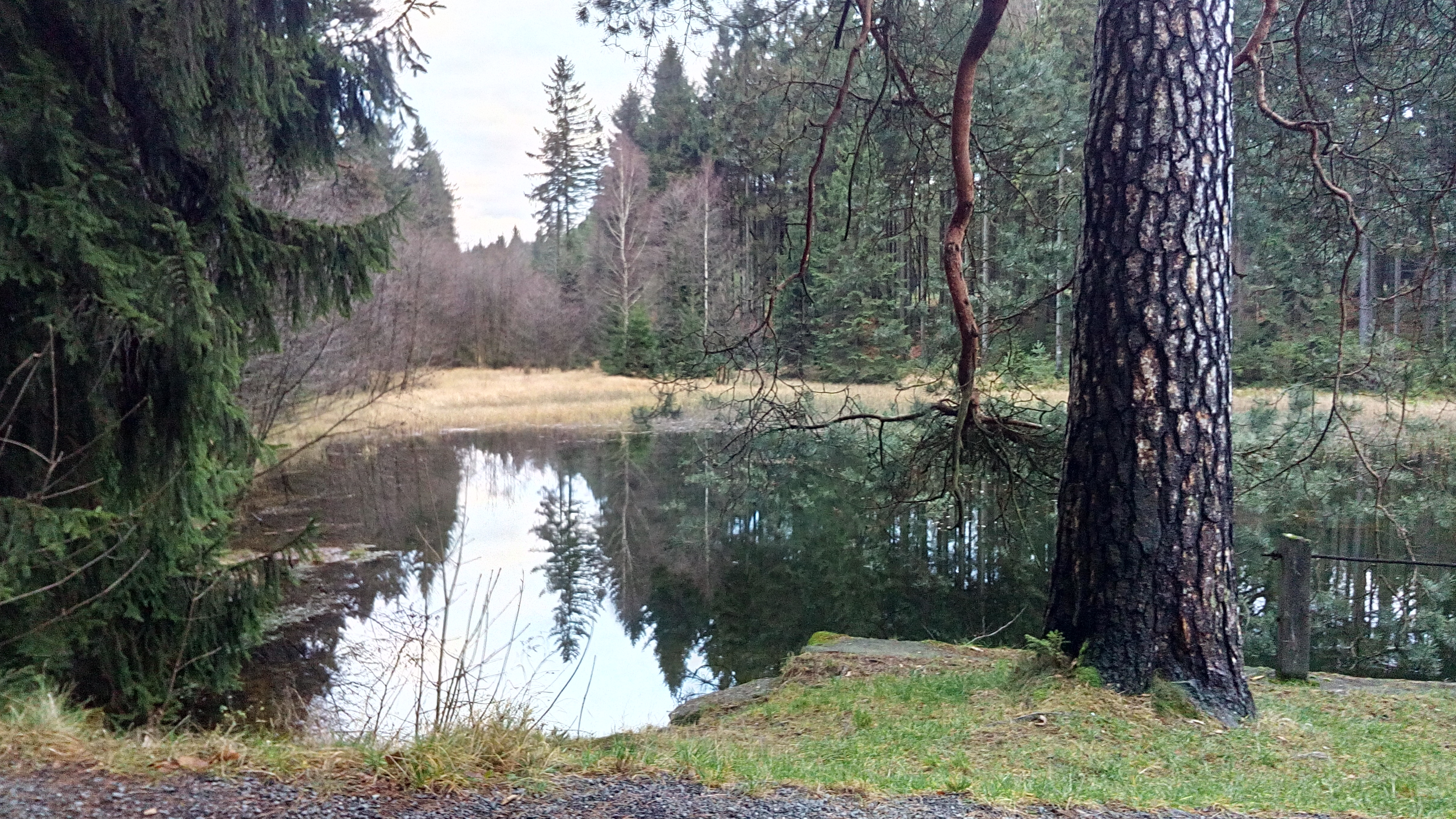
Královomlýnský Rybník

Rybník leží v oblasti Sněžnické hornatiny, což je západní část Děčínské vrchoviny, která leží na křídových turonských pískovcích. Byl založen na dně jílovitého údolí, kde jsou čtvrtohorní svahové a aluviální sedimenty. V okolí můžeme najít pískovcové skály, kde se nachází i velký skalní převis, kterému se přezdívá „Klondajk“.

### Flóra

Borovice lesní

Nefunkční stavidlo

Vyskytuje se zde ohrožený žabníček vzplývavý (Luronium natans), který je hlavním předmětem ochrany, jelikož se v ČR nachází pouze v CHKO Labské pískovce. Dále se zde vyskytuje ostřice ježatá (Carex echinata) a zobánkatá (Carex rostrata), vrbovka bahenní (Epilobium palustre), přeslička poříční (Equisetum fluviatile), suchopýr úzkolistý, (Eriophorum angustifolium), sítina článkovaná (Juncus articulatus) a cibulkatá (Juncus bulbosus), štírovník bažinný (Lotus uliginosus), šišák vroubkovaný (Scutellaria galericulata) a zevar vzpřímený (Sparganium erectum).
V minulých letech docházelo v důsledku utlačování ohroženého žabníčku vzplývavého k ručnímu plení, za pomoci potápěčské techniky, neudržitelně se šířící sítiny cibulkaté.
Rybník je zasazen do rozlehlého hospodářského lesa smrkové monokultury. Dominantou celého rybníka je obrovská borovice lesní (Pinus sylvestris).

### Fauna
V lesním rybníce je velice příznivé prostředí pro vážky, ze kterých se zde vyskytuje například: motýlice lesklá (Calopterix splendens), šídlatka zelená (Lestes virens), šídlo královské (Anax imperátor), šidélko rudoočko (Erythromma najas) či vážka žlutoskvrnná (Orthetrum coerulescens), která je uvedena v červeném seznamu bezobratlých ČR. Dále zde byla objevena populace hrachovky obecné (Pisidium casertanum ) a jiné druhy vodních měkkýšů. Ve velké míře se zde vyskytují i obojživelníci jako skokan hnědý (Rana temporaria), čolek obecný (Lissotriton vulgaris) a horský (Ichthyosaura alpestris), ropucha obecná (Bufo bufo) a mlok skvrnitý (Salamandra salamandra). V rybníce nechybí ani ryby jako okoun říční (Perca fluviatilis L.) či lín obecný (Tinca tinca).
V okolí rybníka se vyskytují i obvyklé druhy lesních živočichů jako jsou např. srnec obecný (Capreolus capreolus), prase divoké (Sus scrofa), káně lesní (Buteo buteo), atd. V posledních letech se v CHKO Labské pískovce vyskytuje i rys ostrovid (Lynx lynx).

## Ochrana
Hlavním předmětem ochrany je žabníček vzplývavý (Luronium natans), který svým výskytem tvoří z Královomlýnského rybníka velmi významnou lokalitu. Dříve byl považován v ČR za vyhynulý, nicméně po floristickém mapování roku 1999 byla objevena populace tohoto druhu právě v rybníce u Králova mlýna a v požární nádrži poblíž Dolního Žlebu. Aby se podpořilo rozšiřování druhu, byly vytvořeny Správou CHKO Labské pískovce dvě další tůně, kde byl vysazen.
V následujících letech se bude pokračovat v odstraňování sítiny cibulkaté (Juncus bulbosus), která se rozšiřuje a žabníček tak utlačuje. Plánuje se i celková oprava hráze, která je v havarijním stavu. Její zborcení u bezpečnostního přelivu by mělo velice negativní dopad na populaci žabníčku.

## Turismus
Místo není příliš vyhledávanou turistickou lokalitou, což je v zájmu přírodní památky vítáno. Lokalita je oblíbeným houbařským revírem. Nadměrné využití rybníka k rekreačním účelům by vedlo k poškození chráněné vegetace a eutrofizaci lokality.Turistické značené trasy přímo k místu nevedou, nicméně cestou po žluté turistické značce se uhýbá severně za Maxičkami na západ na Královomlýnskou cestu. Další trasou vedoucí po zelené značce (tzv. Telefonce) směrem na západ od Maxiček, z níž přibližně po 2 km uhýbá na sever tzv. Vysoká cesta, ze které se odbočí vpravo na cestu zvanou Na Tabulkách, se dostaneme přímo na hráz rybníka.
Nedaleko rybníka jsou trosky již zaniklého Králova mlýna, kde původně fungovala pila a následně restaurace. Dnes je na místě vybudován přístřešek pro turisty, skautská chata a na potoce Napajedla malé funkční vodní kolo. V okolí se také nachází velké množství pitných pramenů a studánek (Křenkův pramen, Studánka Sedmilhářů, Markétin pramen, U Napajedla, Nad převisem a Junácký pramen).
Přímo na Královomlýnské cestě, asi 20 m od rybníka se na stromě nachází bod záchrany, v podobě výrazně žluté cedule, který uvádí kód usnadňující lokalizaci v případě potřeby pomoci.